# バニラ・スカイ (ポール・マッカートニーの曲)
バニラ・スカイ（原題：Vanilla Sky）は、2001年の同名映画のためにポール・マッカートニーが発表した楽曲。同作の監督キャメロン・クロウたっての依頼で、特別に映画主題歌として書き下ろしたもので、映画のサウンドトラックCDに収録された。

## 概要
この曲は、2001年の第7回クリティクス・チョイス・アワードの歌曲賞を「ロード・オブ・ザ・リング」(エンヤの「May It Be」)とタイで受賞し、サテライト賞の楽曲賞にもノミネート。2002年はゴールデングローブ賞とアカデミー賞(授賞式ではパーフォーマンスを披露)の歌曲賞候補となり、さらに2003年にはグラミー賞のベスト・オリジナル・サウンドトラック部門にもノミネートされた。
なお、アルバム「ドライヴィング・レイン」セッションの最後に録音された曲だが、同アルバムのために書かれた曲ではない。

フルートの澄んだ音色が曲を特徴づけている。なお、フルートの演奏者は不明。

ライヴでも演奏され、その音源が「バック・イン・ザ・U.S. -ライブ2002」にも収録された。

## 余談
冒頭のメロディが、1993年にポールが発表した「バイカー・ライク・アン・アイコン」のものと酷似している。この事は長年ポールのエンジニアを務めているトニー・クラークも指摘をしている。